# Orquesta Sinfónica de la BBC
La Orquesta Sinfónica de la BBC es la principal orquesta sinfónica de la British Broadcasting Corporation y una de las orquestas más importantes del Reino Unido.

## Historia
La orquesta fue fundada como una organización a tiempo completo en 1930 por Adrian Boult. Este permaneció como director de orquesta principal hasta 1950, cuando Malcolm Sargent lo sucedió (manteniendo el puesto hasta 1957). Entre sus otros directores principales han estado Antal Doráti (1962-1966), Colin Davis (1967-1971), Pierre Boulez (1971-1975), Guennadi Rozhdéstvenski (1978-1981) y Andrew Davis (sin relación con Colin) quien mantuvo el cargo desde 1989 hasta que fue sucedido por Leonard Slatkin en el 2000. También en el 2000, la orquesta nombró a su primer Compositor Asociado, Mark-Anthony Turnage. John Adams se convirtió en Artista Asociado de la Orquesta Sinfónica de la BBC en junio de 2003. El concierto final de Leonard Slatkin como Director Principal fue en la última noche de The Proms en 2004. A inicios de 2005 se anunció que el director checo, Jiří Bělohlávek sería Director Principal desde la primera noche de The Proms de 2006.
Además de estos directores principales, la orquesta ha tenido varios directores invitados célebres, por ejemplo Arturo Toscanini. El actual Director Invitado Principal es David Robertson quien tomó el puesto en octubre de 2005 sucediendo en Jukka-Pekka Saraste, quien lo dejó a fines de agosto de 2005. 
La orquesta frecuentemente comisiona obras de compositores contemporáneos, y es una particular promocionadora de obras británicas nuevas. Earth Dances de Harrison Birtwistle, Rituel in memoriam Bruno Maderna de Pierre Boulez y The Protecting Veil de John Tavener fueron comisiones de la BBC estrenadas por la Orquesta Sinfónica de la BBC.
La orquesta juega un papel importante en The Proms, la temporada anual de conciertos que se ofrecen en el Royal Albert Hall. Toca tanto en la primera como en la última noche.
Las otras orquestas de la BBC son la Orquesta Filarmónica de la BBC, la Orquesta Nacional de Wales de la BBC, la Orquesta Sinfónica Escocesa de la BBC y la Orquesta de Conciertos de la BBC.
Entre las otras orquestas con sede en Londres están la Orquesta Sinfónica de Londres, la Orquesta Filarmónica Real, la Orquesta de Cámara Inglesa, la Philharmonia y la Orquesta Filarmónica de Londres.

## Directores
- Adrian Boult (1930-1950)
- Malcolm Sargent (1950-1957)
- Rudolf Schwarz (1957-1963)
- Antal Doráti (1962-1966)
- Colin Davis (1967-1971)
- Pierre Boulez (1971-1975)
- Rudolf Kempe (1976)
- Guennadi Rozhdéstvenski (1978-1981)
- John Pritchard (1982-1989)
- Andrew Davis (1989-2000)
- Leonard Slatkin (2000-2004)
- Jiří Bělohlávek (14 de julio de 2006-2013 )
- Sakari Oramo (2013-)